# Njemačka nogometna Bundesliga 2012./13.

## Promovirani i degradirani
Dvije promovirane momčadi na kraju prošle sezone: 
- Greuther Fürth
- Eintracht Frankfurt
- Fortuna Düsseldorf

Dvije degradirane momčadi bile su:
- 1. FC Köln
- 1. FC Kaiserslautern
- Hertha BSC Berlin

## Stadioni i momčadi
| Momčad                   | Grad            | Stadion             | Kapacitet |
| ------------------------ | --------------- | ------------------- | --------- |
| FC Augsburg              | Augsburg        | SGL arena           | 30,660    |
| Bayer Leverkusen         | Leverkusen      | BayArena            | 30,210    |
| Bayern München           | München         | Allianz Arena       | 69,000    |
| Borussia Dortmund        | Dortmund        | Signal Iduna Park   | 80,720    |
| Borussia Mönchengladbach | Mönchengladbach | Borussia-Park       | 54,057    |
| Eintracht Frankfurt      | Frankfurt       | Commerzbank-Arena   | 51,500    |
| Fortuna Düsseldorf       | Düsseldorf      | Esprit Arena        | 54,600    |
| SC Freiburg              | Freiburg        | Mage Solar Stadion  | 25,000    |
| Greuther Fürth           | Fürth           | Trolli Arena        | 15,000    |
| Hamburger SV             | Hamburg         | Imtech Arena        | 57,000    |
| Hannover 96              | Hannover        | AWD-Arena           | 49,000    |
| 1899 Hoffenheim          | Sinsheim        | Rhein-Neckar-Arena  | 30,150    |
| 1. FSV Mainz 05          | Mainz           | Coface Arena        | 34,034    |
| 1. FC Nürnberg           | Nürnberg        | EasyCredit-Stadion  | 48,548    |
| Schalke 04               | Gelsenkirchen   | Veltins-Arena       | 61,673    |
| VfB Stuttgart            | Stuttgart       | Mercedes-Benz Arena | 60,300    |
| Werder Bremen            | Bremen          | Weserstadion        | 42,000    |
| VfL Wolfsburg            | Wolfsburg       | Volkswagen Arena    | 30,000    |

## Vanjske poveznice
- Službena stranica Bundeslige (njem.) (engl.)
- Bundesliga na DFB.com (njem.) (engl.)
- Kicker magazin (njem.)

| Njemačka nogometna Bundesliga | Njemačka nogometna Bundesliga |
| --- | ----------------------------- |
| |                               |
| 1963./64. • 1964./65. • 1965./66. • 1966./67. • 1967./68. • 1968./69. • 1969./70. 1970./71. • 1971./72. • 1972./73. • 1973./74. • 1974./75. • 1975./76. • 1976./77. • 1977./78. • 1978./79. • 1979./80. 1980./81. • 1981./82. • 1982./83. • 1983./84. • 1984./85. • 1985./86. • 1986./87. • 1987./88. • 1988./89. • 1989./90. 1990./91. • 1991./92. • 1992./93. • 1993./94. • 1994./95. • 1995./96. • 1996./97. • 1997./98. • 1998./99. • 1999./00. 2000./01. • 2001./02. • 2002./03. • 2003./04. • 2004./05. • 2005./06. • 2006./07. • 2007./08. • 2008./09. • 2009./10. 2010./11. • 2011./12. • 2012./13. • 2013./14. • 2014./15. • 2015./16. • 2016./17. • 2017./18. • 2018./19. • 2019./20. 2020./21. • 2021./22. • 2022./23. • 2023./24. • 2024./25. • |                               |

| Njemačka nogometna Bundesliga | Njemačka nogometna Bundesliga |
| --- | ----------------------------- |
| |                               |
| 1963./64. • 1964./65. • 1965./66. • 1966./67. • 1967./68. • 1968./69. • 1969./70. 1970./71. • 1971./72. • 1972./73. • 1973./74. • 1974./75. • 1975./76. • 1976./77. • 1977./78. • 1978./79. • 1979./80. 1980./81. • 1981./82. • 1982./83. • 1983./84. • 1984./85. • 1985./86. • 1986./87. • 1987./88. • 1988./89. • 1989./90. 1990./91. • 1991./92. • 1992./93. • 1993./94. • 1994./95. • 1995./96. • 1996./97. • 1997./98. • 1998./99. • 1999./00. 2000./01. • 2001./02. • 2002./03. • 2003./04. • 2004./05. • 2005./06. • 2006./07. • 2007./08. • 2008./09. • 2009./10. 2010./11. • 2011./12. • 2012./13. • 2013./14. • 2014./15. • 2015./16. • 2016./17. • 2017./18. • 2018./19. • 2019./20. 2020./21. • 2021./22. • 2022./23. • 2023./24. • 2024./25. • |                               |